# Bikinifenék
Bikinifenék vagy Bikini-tengerfenék a Spongyabob Kockanadrág epizódjainak, illetve filmjeinek víz alatti fővárosa. A Marshall-szigetek Bikini-atoll nevű szigete alatt helyezkedik el a Csendes-óceán alján. A mélytengeri város területe és népessége ismeretlen. Számos különböző vállalkozásból áll, beleértve az éttermeket, üzleteket és gyárakat. A város stabil gazdasággal, kiegyensúlyozott oktatási rendszerrel, megkérdőjelezhető egészségügyi ellátással, munkajoggal, strukturált kormányzattal és szilárd rendészeti rendszerrel rendelkezik. Vannak még stadionok, vidámparkok és egyéb szabadidős létesítmények, mint például a Kesztyű Világ.
Bikinifenéknek van egy nemzeti himnusza, amely a következőképpen szól: „Bikinifenék, a mi szívünk a tiéd. Itt élünk, itt lent, a víz elrejt. Bikinifenék szeretünk!”

## Történelme

### Őskor
Az őskori Bikinifenéken prehisztorikus Spongyabob, Patrik, Tunyacsáp élt, de trilobiták és ammoniteszek is előfordultak. A szivacsnak és a tengericsillagnak nem volt anyanyelve, nem tudták, hogyan kell tüzet gyújtani, és nem tudtak semmit a szerszámkészítésről, amíg Tunyacsáp meg nem tanította, hogyan kell medúzahálókat készíteni az SB-129 epizódban.

### Kőkorszak
A kőkorszakban, Bikinifenéken Spongyagy, Patar, Tunyu (a kőkorszaki Spongyabob, Patrik, és Tunyacsáp) és egy óriási méretű Csigusz élt. A kőkorszaki lakosok a kövek alatt elszaporodó Rák úrra hasonlító kicsi rákokkal táplálkoztak, és addigra már felfedezték a tüzet is, így az ehető dolgokat meg tudták sütni. Az Ugh című részben a lakók már intelligensebbek is voltak, hiszen már tudtak beszélni, házban éltek és fegyvereket is tudtak készíteni.

### Középkor
A Fajankók és sárkányok című epizód a középkori Bikinifenékről és annak lakóiról szól. Bikinifenék ekkor még csak egy falu volt és Rák úr elődje volt a király. Az epizód párbeszéde azt sugallja, hogy az epizód valamikor a 12. század előtt játszódik (feltételezve, hogy a város elfogadta a Julián naptárat). Ebben az időben Rák király uralkodott, bár Plankton, a varázsló meg akarta szerezni a monarchiát azzal, hogy Pearl királylányt elrabolja, ez végül nem sikerült neki.

### Vadnyugati kor
A vadnyugatban, Bikinifeneket A nyugat nyüge epizódban láthattuk. A vadnyugati Bikinifenék polgárait Üvegszemű Plankton tartotta rettegésben, mígnem Spongyakönny végleg legyőzte. A városban az egyetlen ismert vállalkozás a Rozsdás Kantina volt, ami egy vadnyugati étterem volt. Az település épületei fából készültek és a területen kaktuszok, illetve elhullott állatok koponyája volt látható. A városban csikóhalakat és koporsókat használták a közlekedéshez.

### Modernkor
Valamikor a 20. században a város kicsi volt, mindössze 38 polgárral. Valószínűleg ebben a században születhetett az összes öreg és- felnőttkorban lévő Bikinifenéki lakos. A város régimódi volt, szélmalmot és kerekes kutat használtak. Egy nap azonban eljött Rájadög, hogy terrorizálja a várost. Az akkor még fiatal szuperhősök, Hopszi és Kobaka azonban megállította őt és megmentette a várost. Egy hordó tartármártást használtak, hogy csapdába ejtsék és lefagyasszák. A két hős ettől a naptól kezdve nagyon kedvelt volt, még a saját tévéműsorukban is szerepeltek, amikor a feltalálták Bikinifenéken a technológiát.
A 41. században mindent lefestenek krómmal, és csak SpongyaTront és PatTront ismerjük ebből az időből. Az 51. század a Stonehenge Spongya módra című epizódban volt megfigyelhető. Az epizódban csak a Medúza mezőket láthattuk. Ebben az időszakban a krómot teljesen eltávolítják, és halak helyett földönkívüliek lesznek. A Medúza mezőkön lévő, Spongyabob által épített szobrokat a marslakók fedezték fel és nagy tiszteletben tartják.

## Elhelyezkedés

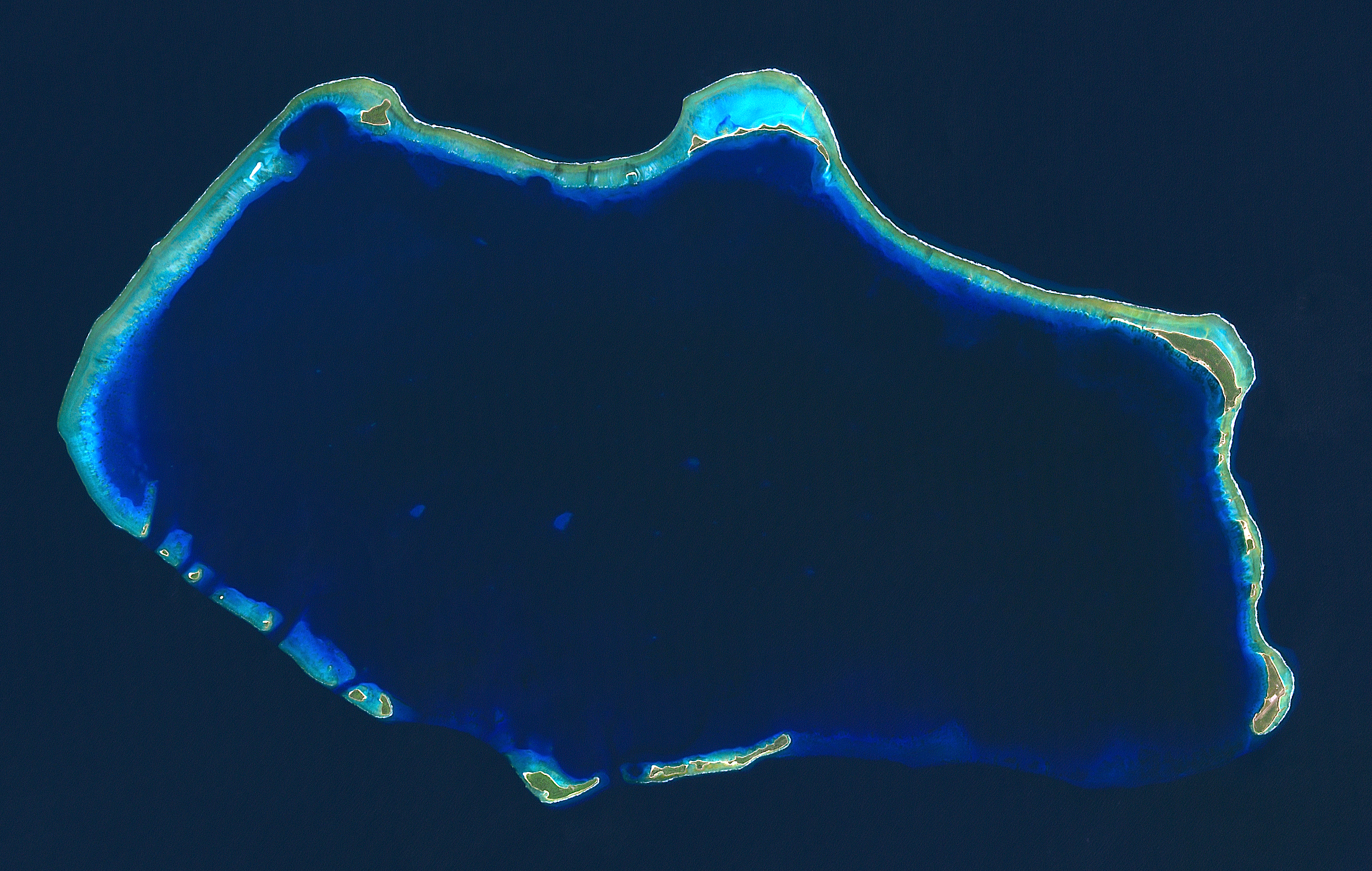
Bikinifenék egy létező szigetcsoport, Bikini-atoll alatt található

Bikinifenék a csendes-óceáni Marshall-szigetekhez tartozó Bikini-atoll alatt helyezkedik el és a szigetről kapta nevét is, melynek térségében 1946 és 1958 között kísérleti atom- és hidrogénbomba robbantások folytak, így egy teória szerint ez alakította Bikinifenék lakóit ilyenné (beszélnek, kiegyenesedve járnak, építkeznek, eszközöket készítenek).

### Földrajz
A város földrajza hegyekből, sűrű erdőkből, tavakból, lagúnákból, barlangokból, gyepekből, korallzátonyokból és folyókból áll.

## Környezet
Bikinifenék egy elég tiszta város, a szemetelés szigorúan tilos. Az egyetlen kimutatott jelentős probléma az, hogy a nagy népesség és a motorcsónakok száma miatt a Bikinifenék nagyon szmogossá válik.  A globális felmelegedés a és az ipari parkban való nagy szennyezés is érinti Bikinifeneket.

### Természet
Bikinifenéken a vadvilág egy bizonyos köre található, mint például a tengerifű, a hínár és a korall, amely a növényvilág nagy részét alkotja, és néhány fauna, beleértve a medúzákat, férgeket, csigákat, kagylókat és tengerisünöket.

#### Állatok
A Bikinifenéken elő vízi állatok hasonlóan viselkednek, mint a szárazföldi állatok. Egyeseket háziállatként kezelnek, míg mások vadon élnek.
A medúzák hasonlítanak a méhekhez és a pillangókhoz (mivel csípnek és repülnek, miközben egy hobbinak is ki vannak téve, ez a medúzahalászat). Bikinifenéken sokféle medúza él. A rózsaszín a leggyakoribb, de zöld, kék, narancssárga, sárga és lila színben is látható. Van egy nagyon ritka albínó medúza is, illetve van egy, amelyet Spongyabob elnevezett „Barát”-nak. A medúzák főként a Medúza mezőkön fordulnak elő, ahol közel négymillió medúza él. Kaptárakat készítenek és ott élnek, ami egy másik hasonlóság a valódi méhekhez. Évente zajlik a medúzavándorlás, amely egzotikus fajokat hoz a Bikinifenékre. A medúzákat gazdasági célokra is felhasználják, hiszen medúzazselét lehet belőlük kinyerni. A kagylók hasonlóak a madarakhoz. Általában csoportokban találhatók a Ragacs Lagúnában, látszólag sirályként viselkednek. A kagylók általában narancssárga vagy lila színűek.
A kagylók általában narancssárga vagy lila színűek. A lovakhoz hasonló csikóhalakat lehet meg lehet lovagolni, és nagyon érdeklődnek az étel iránt. Az alaszkai bikahernyó egy nagy, mindenevő hernyó, amely felfalta Bikinifenék lakóinak tárgyait, miközben aludtak a Szandi, SpongyaBob és a hernyó című részben. A tengerisünök kis bogárszerű lények, amelyek harapása súlyos irritációt okoz, hasonlóak a hangyákhoz. A fonálférgek olyan féregszerű lények, amelyek csoportosan mennek, és tárgyakat, sőt egész épületeket fogyasztanak el úgy, hogy megeszik vagy megisszák őket. Vannak ráják, amelyek úgy viselkednek, mint a sasok. Vannak tengeri medvék és tengeri orrszarvúk is.
Más állatokat házi kedvencként kezelnek. Két jól ismert háziállat ismert, a csigák és a férgek. A csigák hasonlítanak a macskákhoz (mivel nyávognak), de köztudottan sikátorokban és erdőkben is előfordulnak.A férgek hasonlóak a kutyákhoz (mert ugatnak), és mert gyakori háziállatok.

## Építészet
Úgy tűnik, hogy a Bikinifenék építészete elsősorban vashulladékokból készült, eredetére a mai napig nincs egyértelmű magyarázat. Az infrastrukturális helyzet arra utal, hogy a tenger alatti élet többnyire kiselejtezett, ahol még nem alakult ki stabil, az egész tengerre kiterjedő társadalom. A város fő részén az épületek szerkezete kissé görbült, valószínűleg a tenger alatti áramlatok miatt.

### Lakosok
Bikinifenék populációja vadul változik, ezért nem lehet tudni körülbelül hány fő élhet a városban. A lakosok vízi élőlények, ezért előfordulnak különféle halak, rákok, bálnák, fókák, delfinek, szivacsok, polipok, tintahalak és tengericsillagok is.

## Létesítmények
Bikinifenék központjában a polgárok különböző méretű, hengeres fémépületekben dolgoznak és élnek. Vannak más típusú épületek is, amelyek többnyire vízi témájúak. A várost a főút, a Kagyló utca osztja ketté, mely a lakóövezeten halad át. Ebben az utcában lakik a három szomszéd, Spongyabob, Patrik és Tunyacsáp. Rák úr, illetve Puff asszony háza pedig Bikinifenék kertvárosában helyezkedik el.

### Lakóövezet
- Spongyabob rezidenciája: Spongyabob, Csigusz, régebben Bolyhos Pufi és Hernyó úrfi is
- Patrik sziklája: Patrik, Buksi (Patrik keze)
- Tunyacsáp háza: Tunyacsáp, Snellie, fésűkagyló
- Szandi fája: Szandi és Hernyócska (később lepkévé változott)
- Rák úr vasmacskája: Rák úr, Pearl és Kukac úr (Rák úr férge)
- Puff asszony kertes háza: Puff asszony, Anett (Puff asszony csigája) és a „földimogyoróférgek”
- Veszélyes Vödör (háznak is funkcionál): Plankton, Karen, Folt (Plankton amőbája), régebben  Chip (Plankton és Karen gyermeke) és Karen 2 (Plankton másodfelesége) is
- Lábasfejű Leontin toronyháza: Lábasfejű Leontin
- Árnyas Homokpart Szeretetotthon: Hopszi, Kobaka, nyugdíjas halak
- Hopszi és Kobaka barlangja: Hopszi és Kobaka
- Rozsdás Rákolló (régebben öregek otthona volt): nyugdíjas halak
- Az öreg Jenkins farmja: Az öreg Jenkins

### Gasztronómiai épületek
- Rozsdás Rákolló: Herkentyűburger, pizza
- Veszélyes Vödör: Szutyok, Mócsing
- Gógyi Mogyi: fagylalt, jégkrém
- A Lottyadt Burger: Lottyadt burger

### Szórakozóhelyek
- Kesztyű Világ
- Kesztyű Univerzum (a Kesztyű Világ mellett)
- Ragacs lagúna
- Medúza Mezők
- Hínár erdő
- Agykorall mező (a Medúza mezők mellett)
- Homok hegyek (a Ragacs lagúna mellett)
- Larry edzőterme

### Üzletek

#### Áruházak
- Pláza
- Szupermarket
- Játékbolt
- Képregénybolt
- Zabos Jack csigaházboltja

### Edukáció

#### Oktatás
- Puff asszony csónakvezető iskolája
- Poszeidón Általános Iskola
- Bikinifenék Középiskola
- Bikinifenék Csónakmúzeum
- Művészeti Múzeum

### Egyéb vállalkozások

#### Szolgáltatások
- Bikinifenék Rendőrség
- Bikinifenék Tűzoltóság
- Bikinifenék Kórház
- Bikinifenék Nemzeti Bank
- Bikinifenék Posta

## Politika

### Közigazgatás
A város egy monarchiának számít, hiszen polgármesterrel és királyi családdal (Neptunusz király családja) is rendelkezik. A város jelenleg Neptunusz király uralma alatt áll, de Bikinifenéknek van polgármestere is. Valószínűleg a következő uralkodó Triton lesz, Neptunusz király fia. De ez csak akkor következhet be, ha Neptunusz király átadja az uralkodást fián ak vagy meghal. A polgármestereket a lakók választják meg vagy választják le, a városnak eddig három polgármestere volt. Bikinifenék egy nagyobb entitás része is lehet, esetleg egy nemzetbe vagy egy tartományba (vagy mindkettőbe) is tartozhat. Az amerikai városokhoz képest a Bikinifenék liberálisabbnak tűnik.
Bikinifenék uralkodóiak családfája:
```
                                                                          .
                                                                          .
                                                                      Rák király 
                                                                          │
                                                                   Pearl királylány
                                        ┌─────────────────────────────────┴─────────────────────────────────────────┐
                                     Sir Cecil                                                                 Amőba király                                                     
                                        │                                                         ┌─────────────────┴───────────────┐   
                                 Poszeidón király                                       Talsa királykisasszony               Calloss királyfi
                                        │                                                         │                                 │
                                 Neptunusz király                                    Maw Tucket (Parik nagymamája)                Carl
                      ┌─────────────────┴───────────────┐                       ┌─────────────────┴───────────────┐
               Mindy hercegnő                         Triton          Sluggo (Csigusz apja)           Csillag Herb (Patrik apja)
                                                                                │                                 │
                                                                             Csigusz                        Csillag Patrik
```

### Törvény
Bikinifenék hírhedt szigorú törvényeiről. Bikinifenék törvényei tiltják a lopást, a gyilkosságot, a parkolást a tilos zónában, a tűzcsap melletti parkolást, a szemetelést (bár sokkal szigorúbban büntetik, mint a világ szinte bármelyik országa), a bekötött szemű vezetést, a nyilvános meztelenséget és a piros lámpán való átmenést autóval vagy gyalog. Szokatlan módon Spongyabobot letartóztatják, mert nem hívta meg a rendőröket a házibulijába, ahogy a Vendégségben Spongyabobnál című epizódban láthattuk. A városnak van egy bírósági épülete, ahol a perek ugyanúgy zajlanak, mint bármely bíróságon, csak ügyész nélkül.

### Bűntény
A Bikinifenék Börtönbe kerülnek az olyan nagy bűnt elkövető bűnözők, mint Plankton és a Fojtogató. Rák úrról ismert, hogy lop, vagy "kölcsönvesz", ahogy ő mondja. Puff asszonyt és Tunyacsápot gyakran büntetik meg vagy csukják börtönbe Spongyabob és/vagy Patrik által ténylegesen elkövetett bűncselekményeiért. De a Bikinifenék Rendőrségben is vannak zárkák, így ide is becsukhatnak bűnözőket.

## Közlekedés
Bikinifenék különféle szállítási rendszerek széles skáláját kínálja. A való világhoz hasonlóan az utak és autópályák szolgálják ki a Bikinifenék buszait és hajóit. A városban a tengeralattjárók a buszok, illetve a csónakok autóként szolgálnak. Bikinifenéken vannak mozdonyok, vonatok, metrók és repülők is.

### Forgalom
A vezetés az út bal oldalán történik, a kormánykerék a gépjármű jobb oldalán található. A városi buszjárat neve Csigautak. Ez a buszjárat szinte mindenhol megáll Bikinifenéken és azon túl. Mint minden városnak, Bikinifenéknek is hatalmas forgalmi problémái vannak, az utakon és az autópályákon forgalmi dugók keletkeznek. Nagyon gyakori, hogy valaki munkából hazatérve elakad a forgalomban.

## Ünnepek
Bikinifenéken nagyon sok olyan ünnep van, amit a valóságban is ünnepelnek. De vannak olyanok is, amik csak Bikinifenéken léteznek.

#### Világszerte és Bikinifenéken
- Valentin nap
- Halloween
- Húsvét
- Karácsony
- Függetlenség napja
- Fordított nap
- Bolondok napja

#### Csak Bikinifenéken
- Nemzeti ingyen léggömb nap
- Nemzeti Spongyabob mentes nap
- Nemzeti Patrik mentes nap
- Szutyoknap